# Campionati europei di pattinaggio di figura 1893
I Campionati europei di pattinaggio di figura 1893 sono la terza edizione della competizione di pattinaggio di figura. Si sono svolti il 21 e il 22 gennaio 1893 a Berlino. In programma le gare di singolo maschile. Vincitore della competizione fu l'austriaco Eduard Engelmann Jr.

## Risultati

### Singolo maschile
| Posizione | Nome                  | Nazione             | Punti |
| --------- | --------------------- | ------------------- | ----- |
| 1         | Eduard Engelmann, Jr. | Austria (bandiera)  | 11    |
| 2         | Henning Grenander     | Svezia              | 16    |
| 3         | Georg Zachariades     | Austria (bandiera)  | 21    |
| 4         | Tibor von Földváry    | Ungheria            | 25    |
| 5         | Carl Sage             | Austria (bandiera)  | 35    |
| 6         | Franz Zilly           | Germania (bandiera) | 39    |
| 7         | Fritz Hellmund        | Germania (bandiera) | 49    |
| 8         | Johan Lefstad         | Norvegia            | 53    |

Giudici:
- C. Fillunger
- E. Savor
- L. von Stuller
- H. Cederström  Svezia
- A. Keidel
- H. Wendt
- K. von Schlemmer